# خشونت علیه زنان

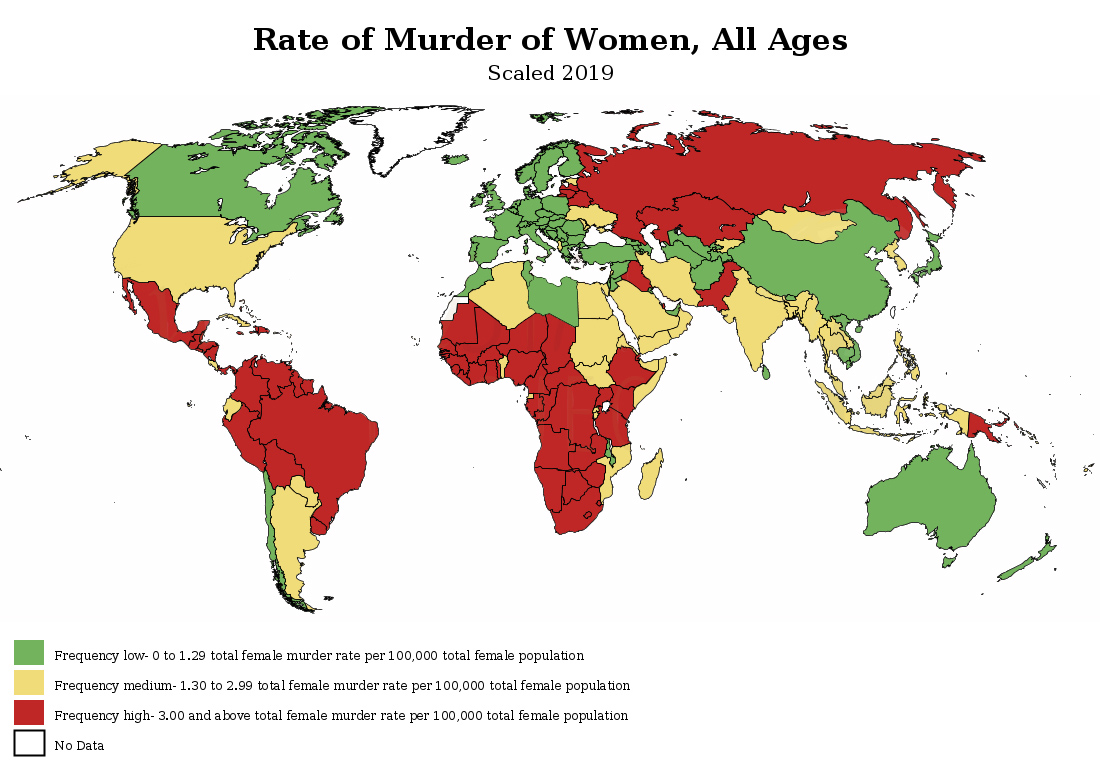
نرخ قتل زنان به ازای هر ۱۰۰٬۰۰۰ نفر جمعیت در سال ۲۰۱۹

خشونت علیه زنان اصطلاحی تخصصی است که مانند جنایت برپایه بیزاری، برای توصیف کلی کارهای خشونت‌آمیز علیه زنان به کار می‌رود. این شکل از خشونت علیه گروه خاصی از مردم اعمال می‌شود و جنسیت قربانی، پایه اصلی خشونت است. سازمان‌ها و کشورهای جهان می‌کوشند با برنامه‌های گوناگون با خشونت علیه زنان مبارزه کنند. سازمان ملل متحد روز ۲۵ نوامبر (چهارم یا پنجم آذر) را روز بین‌المللی مبارزه با خشونت علیه زنان اعلام کرده‌است.

## تعاریف
مجمع عمومی سازمان ملل متحد خشونت علیه زنان را «هرگونه عمل خشونت‌آمیز بر پایه جنسیت که بتواند منجر به آسیب فیزیکی (بدنی)، جنسی یا روانی زنان بشود» تعریف کرده‌است که شامل «تهدید به این کارها، اعمال اجبار، یا سلب مستبدانه آزادی (چه در اجتماع و چه در زندگی شخصی)» می‌شود. اعلامیه رفع خشونت علیه زنان در سال ۱۹۹۳ بیان می‌کند که این خشونت ممکن است توسط افرادی از همان جنس، اشخاص عادی، اعضای خانواده‌ها و دولت‌ها اعمال شود.

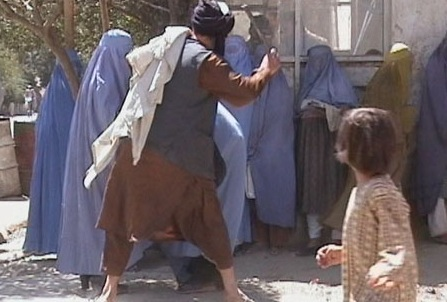
پلیس طالبان، در حال زدن و سرکوب زنان.

همچنین هرگونه رفتار خشن وابسته به جنسیت که موجب آسیب جسمی، جنسی، روحی و رنج زنان شود را خشونت علیه زن می‌گویند. این خشونت می‌تواند با تهدید، اجبار یا سلب اختیار و آزادی، به صورت پنهان یا آشکار انجام شود.

## نقاط عطف

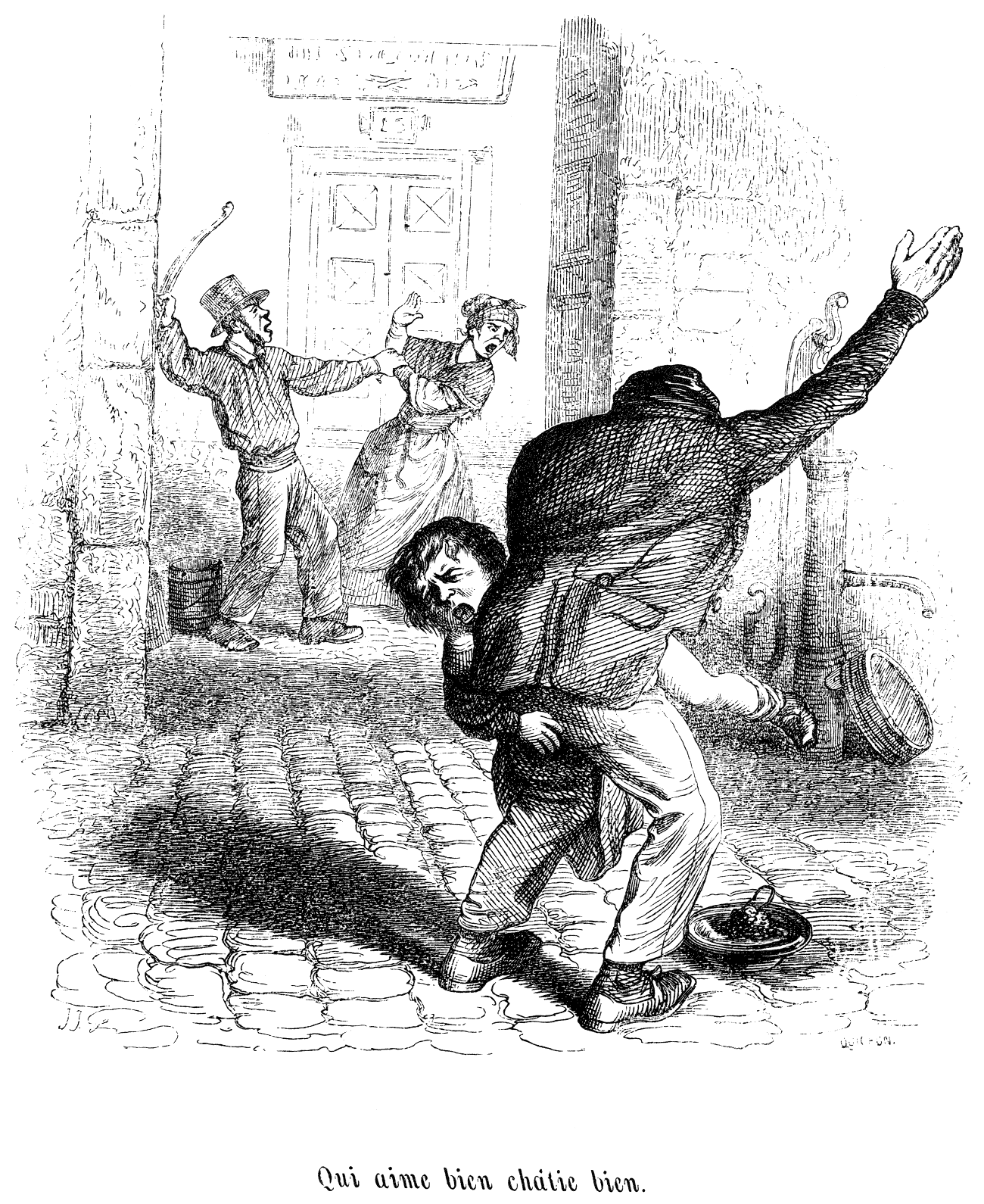
یک نقاشی از سال ۱۸۴۵ با توجیه هر که بیشتر عشق می‌ورزد بیشتر تنبیه می‌کند. این نقاشی تنبیه یک کودک و کتک زدن یک زن در پشت صحنه را نشان می‌دهد.

بعضی از نقاط عطف در سطح بین‌الملل در جلوگیری از خشونت علیه زنان در زیر آمده‌است:
- کنوانسیون رفع هرگونه تبعیض علیه زنان سال ۱۹۷۹، که در نظریه‌های ۱۲ و ۱۹ خشونت را به عنوان تبعیض علیه زنان به‌شمار می‌آورد.[۴]
- کنفرانس جهانی حقوق بشر در سال ۱۹۹۳ خشونت علیه زنان را به عنوان نقض حقوق بشر شناخت و آن را به کنوانسیون سارمان ملل زیر امتداد داد.[۵]
- اعلامیه رفع خشونت علیه زنان، منتشر شده توسط سازمان ملل متحد در سال ۱۹۹۳، اولین ابزار بین‌المللی بود که به خشونت علیه زنان پرداخت. این سند به‌طور ویژه به ماهیت اختلاف جنسی تاریخی و همیشگی برای فهم خشونت علیه زنان اشاره می‌کند.[۴]
- در کنفرانس بین‌المللی جمعیت و توسعه در سال ۱۹۹۴ خشونت علیه زنان با بهداشت. حقوق تولید مثل، و تهیه توصیه‌ها به دولت‌ها برای جلوگیری و همچنین رسیدگی به خشونت علیه زنان و دختران ارتباط داده شد.[۴]
- در سال ۱۹۹۶، مجمع جهانی بهداشت خشونت را یک موضوع اصلی بهداشت عمومی خواند و در زیر مجموعه‌ها خشونت و خشونت جنسی دو موضوع نزدیک بهم هستند، دو نوع خشونت که معمولاً علیه زنان اعمال می‌شوند. این موضوع در سال ۲۰۰۲ با یک گزارش مجمع جهانی بهداشت دنبال شد.[۶]
- در سال ۱۹۹۹، سازمان ملل متحد پروتکل اختیاری کنوانسیون حذف همه انواع تبعیض علیه زنان را تصویب کرد و ۲۵ نوامبر را به عنوان روز جهانی رفع خشونت علیه زنان تعیین کرد.
- در سال ۲۰۰۲ و در ادامه بیانیه ۱۹۹۶ مجمع جهانی بهداشت در مورد خشونت یک مورد بهداشت عام سازمان جهانی بهداشت اولین گزارش جهانی در مورد خشونت و بهداشت را صادر کرد که انواع متعددی از خشونت و تأثیر آن بر بهداشت عام را بررسی می‌کرد. این شامل خشونت‌های که زنان را به‌شدت تحت تأثیر قرار مداد نیز مشد.[۶]
- «مطالعات جامع دربارهٔ هر نوع خشونت علیه زنان» از دبیرکل سازمان ملل متحد در سال ۲۰۰۶ اولین سند همه‌جانبه در این مورد است.
- کنوانسیون منع و مبارزه با خشونت علیه زنان و علیه خشونت خانگی سال ۲۰۱۱ شورای اروپا که دومین ابزار قانونی محلی خشونت علیه زنان و دختران می‌باشد.[۴]
- در سال ۲۰۱۳ کمیسیون مقام زن ملل متحد که در اجماع پذیرفته شد بر حذف و منع تمامی انواع خشونت علیه زنان و دختران به توافق رسید. (قبل از ان چنین توافقی وجود نداشت)[۴]
- در سال ۲۰۱۳ همچنین مجمع عمومی سازمان ملل متحد اولین قطعنامه فراخوان به حمایت از افراد فعال حقوق بشر زنان را تصویب کرد.[۷] این قطعنامه دولت‌ها را به برقراری قوانین و شیوه کارهای حمایت از مدافعان حقوق زنان بر می‌خواند. و اینکه جود این مدافعان بحت این قوانین قرار گیرند.[۸] افزون بر این در کشورهای صنعتی تلاشهایی برای کاهش خشونت علیه زنان صورت گرفته‌است.

## خشونت علیه زنان در ایران
عوامل مؤثر بر خشونت علیه زنان در ایران را می‌توان چنین برشمرد:
- قوانین نظام جمهوری اسلامی
- عوامل زمینه‌ای: همچون سن، تعداد فرزندان، محل تولد.[۹]
- عوامل اجتماعی: همچون میزان تحصیل، اعتیاد و نوع شغل همسر.[۹]
- عوامل فرهنگی: همچون قومیت زوجین، اعتقادات و باورهای دینی، فرادست‌انگاری مرد، تربیت خانوادگی، فرهنگ محل زیست.[۹]
- عوامل خانوادگی: همچون پدرسالاری در خانواده همسر، مشاهده خشونت در خانواده همسر، تجربه خشونت در خانواده همسر.[۹]
- عوامل اقتصادی: همچون میزان درآمد، میزان ثروت و دارایی، مسکن.[۹]

## انواع خشونت بر ضد زنان
خشونت علیه زنان می‌تواند به شیوه‌های مختلف و ناشی از موقعیت‌های مختلف، رخ دهد:

### تجاوز جنسی
زنان بزرگ‌ترین قربانیان تجاوز هستند و اغلب متجاوزان، مردانی هستند که با آنها آشنایند. میزان گزارش‌ها، پیگرد قانونی و محکومیت برای تجاوز به‌طور قابل توجهی در حوزه‌های مختلف قضایی متفاوت است و به نوعی نگرش جامعه نسبت به چنین جنایاتی را نشان می‌دهد. این جرایم خشونت آمیز که بالاترین میزان را دارد از همه کمتر مورد توجه قرار گرفته‌است.

### تجاوز به همسر
تجاوز به همسر زمانی به‌طور گسترده توسط قانون نادیده گرفته می‌شد یا اینکه از آن چشم پوشی می‌شد، و امروزه به عنوان خشونتی ناپذیرفتنی علیه زنان محسوب می‌گردد و توسط انجمن بین‌المللی انکار شد و با متخاصم‌ها شدیداً مثل مجرم رفتار شد. هنوزه در بسیاری از کشورها تجاوز به همسر قانونی است یا اینکه غیرقانونی است اما اغلب تحمل شده یا به عنوان حق همسر پذیرفته شده‌است.

### خشونت خانگی
زنان بیشتر در معرض قربانی شدن توسط کسی که با آنها محرم هستند قرار دارند، که به‌طور کلی «خشونت محارم» نامیده می‌شود. (IPV)

### ازدواج اجباری
ازدواج اجباری به ازدواجی گفته می‌شود که یک یا هر دوی طرفین برخلاف خواسته خود مجبور به ازدواج شده باشد. ازدواج‌های اجباری در جنوب آسیا، خاور میانه، و آفریقا رایج است. سنت‌های مهریه، جهیزیه، که در بسیاری از کشورهای جهان وجود دارد که در این کار همکاری و کمک می‌کند. ازدواج اجباری همچنین گاهی در نتیجه جدال بین دو خانواده صورت می‌گیرد که جدال توسط گرفتن دختر از یک خانواده توسط خانواده دیگر «ختم یا حل و فصل» می‌شود.

### سوءاستفاده مربوط به ترجیح دادن فرزند پسر
ترجیح فرزند پسر، سنتی است که ریشه در نابرابری جنسیتی دارد که در بسیاری از کشورها رایج است و بین مذاهب و طبقات مختلف نیز یافت می‌شود.

### اسید پاشی
اسید پاشی یا حمله با اسید به عمل پاشیدن اسید روی بدن یک فرد «با هوشیاری کامل و با هدف آسیب زدن یا بدشکل کردن آنها به خاطر حسادت یا انتقام» گفته می‌شود.

### بدرفتاری با بیوه‌ها
بیوه، زنی است که همسرش از دنیا رفته باشد. در برخی از قسمت‌های جهان، بیوه زن‌ها هدف بسیاری از سوءاستفاده‌ها که اغلب از سنت‌هایی همچون وراث بیوه زن، قرار می‌گیرند.در برخی رسم‌ها در مرگ شوهر همسر را هم با او دفن می‌کردند

### قوانین نابرابر
برخی کارشناسان، قوانین جزایی نظام جمهوری اسلامی ایران در قبال زنان را از «خشن‌ترین قوانین جهان» دانسته‌اند. حکم سنگسار سکینه محمدی آشتیانی در این مورد در سال ۲۰۱۰ این موضوع را زیر نور مجامع بین‌الملل قرار داد.
در حال حاضر اصل ۱۱۵ قانون اساسی جمهوری اسلامی ایران ایران رجال را واجد شرایط برای مقام‌های بلند دولتی می‌داند و مراد از آن را فقط مردان تفسیر می‌کنند، و نظام عدالت ایران شهادت زن را برابر نصف شهادت یک مرد می‌داند. برخی روحانیون حضور یک زن به عنوان ورزشکار جلودار تیم ملی المپیک ایران در مراسم افتتاحیه المپیک ۲۰۰۸ پکن را مورد انتقاد قرار داده‌اند. یوسف صانعی با قوانینی همچون قانون حمایت از خانواده ۱۳۹۱ که برخی آن را زن‌ستیز نامیده‌اند، به مخالفت برخاست.

### لایحه تأمین امنیت زنان علیه خشونت
از آنجا که خشونت علیه زنان، نقض حقوق بشر تلقی می‌شود، لایحه تأمین امنیت زنان علیه خشونت در دستور کار دولت یازدهم قرار گرفته و جلسات متعدد و تدابیر بسیاری در این راستا لحاظ شده‌است. به‌علاوه با همکاری مرکز آمار ایران، شاخص‌های بومی برای کمک به کاهش خشونت‌ها در حال تدوین است. شهیندخت مولاوردی معاون امور زنان و خانواده رئیس‌جمهور گفت:
رفع خشونت علیه زنان بسیار بلند پروازانه است اما آرزو می‌کنیم این اتفاق به وقوع بپیوندد.

### حادثه اسیدپاشی‌های زنجیره‌ای در اصفهان

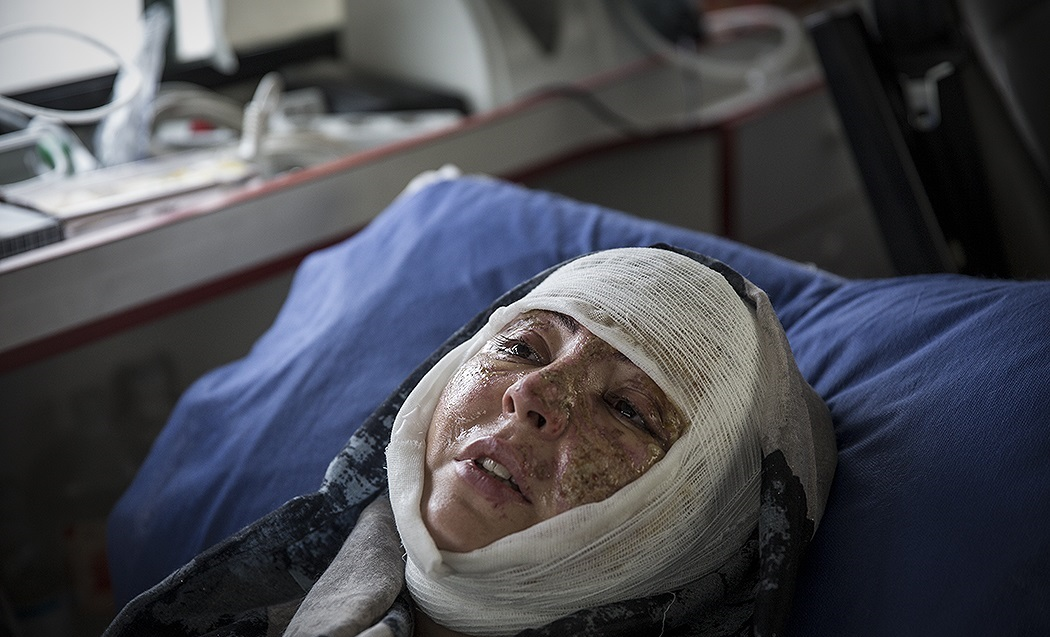
نمونه ای از اسید پاشی بصورت زنان در ایران

حادثه اسیدپاشی‌های زنجیره‌ای در اصفهان مربوط به اسیدپاشیهای پیاپی به ناحیه صورت زنان بدون چادر در شهر اصفهان است که در مهرماه ۱۳۹۳ خورشیدی به وقوع پیوست. در جریان این اسیدپاشی‌ها، حداقل چهار دختر یا زن جوان مورد حمله قرار گرفته‌اند که منجر به مرگ یکی از آن‌ها گردیده‌است. برخی گزارش‌ها شمار قربانیان اسیدپاشی در اصفهان را ۱۵ نفر اعلام کرده‌اند. خبرهای اسیدپاشی در اصفهان، امنیت مردم شهر را مختل کرد، زنان و دختران شهر کمتر در معابر عمومی پدیدار می‌شدند. خبر این حوادث نخستین بار به صورت رسمی از خبرگزاری ایسنا منتشر گردید. این اولین بار نیست که اسیدپاشی در ایران رخ می‌دهد و این اتفاق پیش از این نیز بارها تکرار شده‌است اما نکته‌ای که این بار مردم را به شدت پریشان کرده وجه تروریستی این حادثه است.
در سال ۱۳۹۳ اسید پاشی به صورت زنان زمانی اوج گرفت که مقامات حکومتی در مجلس تصویب طرح امر به معروف و نهی از منکر را به پیش بردند. این طرح اختیارات زیادی به بسیجی‌ها و مأموران لباس شخصی حکومت تاریخ مشروعیت گذشته ایران می‌داد.

### آزار و اذیت جنسی دختران موتورسوار در دزفول
در بیست‌وسوّم دی‌ماه ۹۵، دو نفر «خانم» موتورسوار در شهر دزفول به دلیل آنچه هنجارشکنی خوانده شده، بازداشت شدند و بعد هم به مراجع قضایی تحویل داده شدند.
سرهنگ علی الهامی (فرمانده انتظامی دزفول) در گفتگو با ایرنا با بیان اینکه نیروهای انتظامی شهرستان در راستای اجرای طرح ارتقای امنیت اجتماعی و مقابله با بی نظمی و ناهنجاری‌ها در جاده دزفول به سردشت حضور داشتند، گفت: در این بین ۲ دختر هنجارشکن از نبود نیروی انتظامی در بوستان جنگلی دزفول سوء استفاده کرده و در اقدامی ناپسند و مخالف با ارزش‌ها و هنجارهای جامعه و انقلاب اقدام به موتور سواری کردند. علی الهامی در ادامه سخنان خود، ابراز خشنودی کرده که «نیروی انتظامی توانسته با دستگیری متخلفان، در مقابل مردم دین‌دار و بافرهنگ دزفول، روسفید شود.»

### ضرب و شتم یک زن جوان در بوستان تهران پارس
در چهارم تیر ۱۳۹۸ در بوستان تهران پارس دو مأمور نیروی انتظامی سرکلانتری چهارم، یک زن جوان را مورد ضرب و شتم قرار دادند.
در ۲۶ تیر ۱۳۹۸ به دستور فرمانده نیروی انتظامی، رئیس پلیس تهران از عملکرد مأموران سرکلانتری چهارم قدردانی کرده و به آنها لوح تقدیر و هدایای نقدی داد.

### سرکوب زنان ایران در استادیوم‌های ورزشی
برای مدتها زنان ایران از ورود به استادیوم‌های ورزشی ممنوع بودند. بعد از آن هم مورد اذیت و آزار نیروهای انتظامی قرار می‌گیرند. در تاریخ ۱۸ مهر ۹۸ در استادیوم آزادی تهران نیروهای ویزه انتظامی به یک دختر تماشاچی هجوم آورده پس از ضرب و شتم او را دستگیر کرده و با خود می‌برند. علت حمله این بود که این دختر تراکتی در یادبود «دختر آبی»را بالا برده بود.

### ضرب و شتم علنی بانوان ایرانی
در اسفند ماه ۹۸ تصاویری از کتک خوردن یک زن ایرانی توسط یک بسیجی به بهانه امر به معروف و نهی از منکر در روز روشن منتشر شد که خشونت سیستماتیک علیه زنان را مستند کرد.

## جنبش‌ها

### جنبش زنان ایران
جنبش‌های اجتماعی توسط گروهی ناراضی از وضع موجود شکل می‌گیرد که نظم اجتماعی موجود را به چالش می‌کشند و قصد تغییر یا اصلاح آن را دارند. فعالیت آنان مداوم و پیوسته‌است (برخلاف شورش و کودتا) و در ابتدای کار با مخالفت عمومی روبرو می‌شوند، این مخالفت ممکن از سوی دولت حاکم باشد یا از سوی نهادهای مخالف دیگر. فعالیت‌های جنبش از مقداری سازماندهی و شبه ساختار برخوردار است و همه گروه‌های فعال درک مشترکی از هدف‌ها و ایده‌آل‌های جنبش دارند.

### کمپین یک میلیون امضاء
یک میلیون امضا نام طرحی مستقل و اجتماعی است که شماری از فعالان حقوق زنان در ایران در داخل ایران از ۵ شهریور سال ۱۳۸۵ راه‌اندازی کردند. هدف این طرح جمع‌آوری دست‌کم یک میلیون امضا در حمایت از رفع تبعیض‌های قانونی علیه زنان بود.

### کمپین قانون بی‌سنگسار
کمپین قانون بی‌سنگسار فعالیتی گروهی است برای لغو قانون سنگسار در ایران که با تصمیم جمعی از فعالان جنبش فراملیتی زنان، برخی از فعالان جنبش زنان ایران، سازمان‌های مردم‌نهاد زنان و شبکه وکلای داوطلب آغاز شد.

### خشونت علیه زنان - قانونی شده در رژیم ایران
- در سال ۹۷ مجلس ایران رساندن سن دختران برای ازدواج به ۱۶ سال را رد کرد. سن قانونی ازدواج برای دختران در ایران ۱۳ سال است و پدر دختر نیز می‌تواند او را مجبور به ازدواج کند.[۴۴]
- در ایران فعلی چندین نیروی پلیس از جمله پلیس اخلاقی، پلیس با نام جبهه ملی مردمی عفاف و حجاب همراه با ۲۶ ارگان رسمی دیگر و همچنین هزاران لباس شخصی به سرکوب زنان تحت پوش حجاب مشغولند.[۴۵]

### زنان واعتراضات آبان ۹۸
در روزهای آبان ۹۸ دیده شد که هدایت بسیاری از صحنه‌ها در دست زنان بود. به گفته برخی از خبرگزاری‌ها بسیاری از آنانی که مردم را به قیام دعوت می‌کردند زنان بودند یا فیلم و عکس می‌گرفتند تا صدای مردم ایران را به دیگر نقاط عالم برسانند.

## مقاله‌شناسی
1. آزاده، منصور اعظم و راضیه دهقان فرد. خشونت علیه زنان در شهر تهران: نقش‌پذیری جنسیتی منابع در دسترس زنان و روابط خانوادگی. پژوهش زنان. دوره۴. ۱۳۸۵. شماره۱و۲.
2. آقا بیگلویی، عباس. بررسی پدیده همسر آزاری در شهر تهران، سال ۱۳۷۹. اولین همایش آسیب‌های اجتماعی در ایران. خرداد ۱۳۸۱
3. احمدی، حبیب. بررسی جامعه‌شناختی عوامل مؤثر بر خشونت شوهران علیه زنان در خانواده مطالعه موردی شهر بوشهر. اولین همایش آسیب‌های اجتماعی در ایران. خرداد ۱۳۸۱
4. احمدی خراسانی، نوشین. آدرس مخفی نداریم: گفتگویی دربارهٔ خانه‌های امن در سوئد. فصل زنان، مجموعه آرا و دیدگاه‌های فمینیستی. ۱. ۱۳۸۰
5. اردلان، پروین. خانه‌های امن زنان:نگاهی دیگر. فصل زنان، مجموعه آرا و دیدگاه‌های فمینیستی. ۱. ۱۳۸۰
6. اردلان، پروین و فروغ کاخساز. آقا تا حالا شده همسرتان را کتک بزنید؟. زنان. ۱۸. خرداد و تیر ۱۳۷۳
7. اعزازی، شهلا. خشونت خانگی بازتاب ساختار جامعه. نشریه زنان. شماره ۵۰. اسفند۱۳۷۷
8. اعزازی، شهلا. واقعیت پنهان خشونت خانوادگی. فرزانه. شماره ۱۰. زمستان ۱۳۷۹
9. اعزازی، شهلا، خشونت خانوادگی-خشونت اجتماعی. نامه انجمن جامعه‌شناسی ایران. شماره۴. ۱۳۸۰
10. امیری، فاطمه. نیم نگاهی به خشونت با زنان در خانواده. حقوق زنان. شماره ۲. اردیبهشت و خرداد ۱۳۷۷
11. امین الاسلامی، فریده. خشونت علیه زنان در کردستان. فصل زنان، مجموعه آرا و دیدگاه‌های فمینیستی. ۲. پاییز ۱۳۸۱
12. امینی، آسیه. عاطفه فقط ۱۳ سال داشت. زنان شماره۱۱۳. مهر۱۳۸۳#امینی، آسیه. بالاتر از سیاهی هم رنگی هست. زنان. شماره۱۲۳. مرداد۱۳۸۴
13. امیدی، سحر. این وحشت منحوس. زنان شماره ۱۰۳ آبان ۱۳۸۲
14. بختیاری، افسانه و نادیا امیدبخش. بررسی علل و آثار خشونت علیه زنان در خانواده در مراجعان به مرکز پزشکی قانونی بابل. پزشکی قانونی. شماره۹. پاییز ۱۳۸۲
15. بورگر، جولیان. فاجعه کشتار ناموسی زنان در اردن. ترجمه: فریدون فریار. زنان. شماره ۴۹. آذر ۱۳۷۷
16. بوداس، مارینا. اعتراض زنان علیه خشونت و تجاوز. ترجمه: زهره زاهدی. زنان. ۳۴. اردیبهشت ۱۳۷۶
17. پارتون، کریستسن. زنان ستم جنسی و کودک‌آزاری. ترجمه: فرخ قره داغی. جنس دوم. ۸. پاییز ۱۳۷۹
18. پطروسیان، ماهایا. زنان، مازوخیسم اجتماعی و خشونت در سینما. نقد سینما. شماره ۱۱. تابستان ۱۳۷۴
19. پوراسلامی، محمد، شهرام رفیعی فر. حذف خشونت علیه زنان ضرورتی برای توانمندی‌سازی و سلامت زنان. اولین همایش توانمندسازی زنان
20. پیروزبخت، نیکان. مبارزه‌ای نابرابر برای امنیت و حقوق برابر. زنان شماره ۱۰۹. خرداد ۱۳۸۳
21. پیغمبرزاده، زینب. آزارهای خیابانی تابع زمان و مکان ناامن است نه وضع قربانیان. زنان شماره۱۴۷. مرداد۱۳۸۶
22. ترکیه، تجاوز و خشونت علیه زنان. کتاب زنان. شماره ۱۴. زمستان ۱۳۸۰
23. توکلی، نیره. سوء ظن، تعصب و دیگر هیچ. زنان. شماره۹۳. آبان ۱۳۸۱
24. توکلی، نیره. (۱۳۷۹) جامعه‌شناسی خشونت در خانواده. جنس دوم. جلد ششم. تهران:توسعه
25. جوادیان، سیدرضا. بررسی پدیده خشونت در خانواده‌های پدر معتاد. مددکاری اجتماعی، شماره۲. بهار ۱۳۸۲
26. حاجیان، آزیتا. سینما و خشونت علیه زنان. نقد سینما. شماره ۱۱. تابستان ۱۳۷۶
27. حجتی کرمانی، سوده. خشونت خانگی علیه زنان، دیدگاهی اجتماعی. حقوق اجتماعی. شماره ۲۳. بهمن۱۳۸۱
28. خاکسار، الهام. او با پول همه چیز می‌خرد ختی…. زنان. شماره ۴۲. فروردین و اردیبهشت۱۳۷۷
29. خانه‌های امن در آلمان. ترجمه الهام مقدس. حقوق زنان. شماره ۲۳. بهمن ۱۳۸۱
30. خشونت علیه زنان، زن روز. شماره ۱۸۵۱. خرداد ۱۳۸۱
31. خشونت علیه زنان در خانواده. حقوق زنان. شماره ۱۰. اسفند ۱۳۷۹
32. خشونت و آزار زنان. نافه. شماره ۱۱و ۱۲. فروردین و اردیبهشت ۱۳۸۰
33. خشونت از اصلی‌ترین مسایل زنان ایران است. زنان شماره ۱۴۳. فروردین ۱۳۸۶
34. خضر حیدری، فهیمه. تخریب اینترنتی یک زن. زنان شماره ۱۳۹. دی۱۳۸۵
35. درویش پور، مهرداد. چرا مردان علیه زنان به اعمال خشونت ترغیب می‌شوند؟. زنان. ۵۶. مهر ۱۳۷۸
36. در کوزوو چه می‌گذرد؟ بیانیه زنان بلگراد در محکومیت خشونت صربها. زنان. شماره ۵۲. اردیبهشت ۱۳۷۸
37. دوکوهکی، پرستو. وقتی برقع برمی‌افتد. زنان. شماره ۸۲. آذر ۱۳۸۵
38. رستمی، نیلوفر. ۲ مرد و ۱زن، آن شب سیاه در سبزه زار. زنان شماره ۱۵۰. آبان۱۳۸۶
39. رئیسی سرتشنیزی، امرالله. خشونت علیه زنان و عوامل مؤثر بر آن مطالعه موردی شهرستان شهرکرد. پژوهش زنان. شماره ۳. فروردین ۱۳۸۱
40. زرآبادی، شیوا. تجاوز، چاقویی در وجود زن. زنان شماره ۱۵۰. آبان ۱۳۸۶
41. زنان قربانی خشونت . ترجمه علی پورمند. حقوق زنان. شماره ۶. آذر و دی ۱۳۷۷
42. زیگر، جونی. خشونتهای خانگی. ترجمه زهره زاهدی. زنان. ۴۴. تیر ۱۳۷۷
43. زیگر، جونی. پیمان رفع تبعیض زنان. ترجمه زهره زاهدی. زنان. شماره ۴۵. مرداد۱۳۷۷
44. سیف ربیعی، محمدعلی، فهیمه رمضانی تهرانی، زینت نادیا حتمی. همسر آزاری و عوامل مؤثر بر آن. پژوهش زنان. شماره ۴. مهر ۱۳۸۱
45. شاتلو، کریستف. زنان کوزوو از تجاوز و کشتار می‌گویند. ترجمه: شیوا زرآبادی. زنان. شماره ۸۷. اردیبهشت۱۳۸۱
46. شبانی شجاعی، علیرضا. خشونت با زنان ممنوع. زنان شماره ۱۵۱. آذر۱۳۸۶
47. صابریان، معصومه، الهه آتش نفس، بهناز بهنام، شهلا حقیقت. بررسی عوامل مؤثر در بروز خشونت خانگی و روش‌های مقابله با آن از دیدگاه زنان مراجعه‌کننده به مراکز بهداشتی – درمانی شهرستان سمنان در سال ۱۳۸۲. پزشکی قانونی، شماره۱۰. بهار ۱۳۸۳
48. صادقی، سهیلا. آیا جرم و خشونت خصیصه‌ای مردانه است؟. زنان. شماره ۴۸. آبان ۱۳۷۷
49. صدر، شادی. ناموس:زنان وابسته به یک مرد. زنان. شماره ۹۳. آبان ۸۱
50. صدر، شادی. دختران ایرانی و برده‌داری مدرن. زنان شماره ۹۲. مهر۱۳۸۱
51. طاهری، شهلا. بررسی میزان خشونت فیزیکی علیه زنان در خانواده در بین مراجعان به پزشکی قانونی و سایر خدمات درمانی شهرستان خدابنده. استانداری زنجان
52. طاهری، ع. (۱۳۷۸). از کجا به کجا فرار می‌کنند این دختران؟!. زنان. شماره ۵۸. آذر ۱۳۷۸
53. غفاری، مریم. عملکرد کمیته جهانی امحای خشونت علیه زنان. نیکی. شماره ۷. تیر ۱۳۸۱
54. غیاثی، شهین. بررسی علل همسر آزاری در استان ایلام. اولین همایش آسیب‌های اجتماعی در ایران. خرداد ۱۳۸۱
55. فشارهای ساختاری بر خانواده، عامل کودک آزاری. زنان شماره۱۵۱. آذر ۱۳۸۶
56. قانون پلی معلق برای قاتلان ناموسی. زنان شماره۹۳. آبان ۱۳۸۱
57. قائنی، محسن. کتک زدن زن یکی از آثار ریاست مرد. زنان ۱۸و ۱۹. خرداد و تیر ۱۳۷۳.
58. قانون پلی معلق برای قاتلان ناموسی. زنان. ۹۳. آبان ۱۳۸۱
59. قدیمی، علی. در مواجهه با آزار جنسی در محیط کار زنان، شاکی یا متهم؟!. زنان شماره۱۲۲. تیر۱۳۸۴
60. قندهاری، پردیس. مزاحمتهای جنسی در محیط کار. جنس دوم. تهران: توسعه. اسفند ۱۳۷۹
61. قنبرپور، سینا. قاتلان ناموسی، متهمانی که دفاعشان شنیده نشد. زنان. شماره۹۴. آذر۱۳۸۱
62. قنبرپور، سینا. افسانه دفاع مشروع با تردید به پایان نزدیک شد. زنان. شماره۱۰۶. بهمن۱۳۸۲
63. قنبرپور، سینا. آزادی افسانه و بحث ناتمام دفاع مشروع. زنان شماره ۱۱۷. بهمن ۱۳۸۳
64. قنبرپور، سینا. افسانه در انتظار سرانجام دفاع مشروع. زنان شماره۱۱۵. آذر۱۳۸۳
65. قنبرپور، سینا. جانیان بزرگ امروز، قربانیان کوچک دیروزند. زنان شماره۱۱۴. آبان ۱۳۸۳
66. قنبرپور، سینا. شک دارم پس می‌کشم. زنان. شماره۱۲۹. آذر۱۳۸۴
67. قنبرپور، سینا. رسم خواهر کشی. زنان شماره۱۲۸. بهمن ۱۳۸۴
68. قنبرپور، سینا. دو زن هر دو قربانی. زنان. شماره ۱۳۸. آذر۱۳۸۵
69. قنبرپور، سینا. پرواز مرگ بر فراز آشیانه فاخته. زنان. شماره۱۴۹. مهر ۱۳۸۶
70. قنبرپور، سینا. من از حیثیتم دفاع کردم. زنان شماره ۹۵. دی ۱۳۸۱پ
71. قهاری، شهربانو. بررسی مشکلات روان‌پزشکی در زنان قربانی خشونت‌های خانگی. دومین کنگره روان‌شناسی بالینی ایران. اردیبهشت ۱۳۸۱
72. کار، مهرانگیز. بررسی خشونت علیه زنان در قوانین ایران. جنس دوم. تهران: توسعه
73. کار، مهرانگیز. برای حفظ جان زنان آیا هنوز هم ضرورت تأسیس خانه‌های امن احساس نمی‌شود؟. زنان. شماره ۲۹. تیر ۱۳۸۵
74. کاشانی، سارا. خشونت نسبت به زنان در اسناد بین الملی. حقوق زنان. شماره ۱. فروردین ۱۳۷۷
75. کاظمی حقیقی، ناصرالدین. خشونت در خانواده «سبب‌شناسی». نشریه چشم‌انداز
76. کامکار، مهدیس و ملیسا فارلی. روسپیگری :امری مسلم بر تجاوز به حقوق بشر. فصلنامه علمی پژوهشی رفاه اجتماعی. شماره ۶ دی ۱۳۸۱
77. کریمی مجد، رؤیا. ام‌البنین هم شکنجه شد و مرد. زنان. شماره ۳۸. آّبان ۱۳۷۶
78. کریمی مجد، رؤیا. یک جنایت کاملاً معمولی. زنان ۹۳. آبان ۸۱
79. کریمی مجد، رؤیا و آزاده مختاری. کرکس‌ها بر فراز تهران. زنان شماره ۹۲. مهر ۱۳۸۱
80. لرنر، ثرون. تجاوزهای سیاسی در هائیتی. ترجمه: نازنین شاه رکنی. زنان. شماره ۴۹. آذر ۱۳۷۷
81. ماراسومی، رادهیکاکو. حقوق بشر و خشونت علیه زنان. فرزانه. دوره سوم شماره ۸. زمستان ۱۳۷۵
82. مبارزه با خشونت علیه زنان تعهد دولتها. ترجمه لیلا حسینی یزدی. حقوق زنان. شماره ۱۸. مهر و آبان ۱۳۷۹
83. محبی، سیده فاطمه. آسیب‌شناسی اجتماعی زنان. خشونت علیه زنان. کتاب زنان. شماره ۱۴. زمستان ۱۳۸۰.
84. مردای، نیکان. مبارزه‌ای نابرابر برای امنیت و حقوق برابر. زنان شماره ۱۰۹. خرداد ۱۳۸۳
85. معظمی، شهلا. همسر کشی. اولین همایش آسیب‌های اجتماعی در ایران. خرداد ۱۳۸۱
86. مقدس فرد، حمید. روسپیگری در ایران پنهان و فاقد پارادایم. اولین همایش آسیب‌های اجتماعی در ایران. خرداد ۱۳۸۱
87. مقدسی، نجمه. خشونت علیه زنان. کتاب نقد. ویژه حقوق زن. شماره ۱۲. پاییز ۱۳۷۸
88. مولاوردی، شهیندخت. نقش قانون در امحای ابقای خشونت علیه زنان. ترجمه: ق، طولانی. ترجمان سیاسی. شماره ۲۷. مرداد ۱۳۸۰
89. مولاوردی، شهیندخت. گزارشی از نخستین کارگاه آموزشی خشونت علیه زنان. حقوق زنان. شماره ۱۶. تیر و مرداد ۱۳۷۹
90. موسوی بجنوردی، سید محمد. اسلام خشونت نسبت به زن را نمی‌پذیرد. حقوق زنان. شماره ۳. تیر ۱۳۷۷
91. موسوی پور، فریبا. ضرب و جرح عمده‌ترین موارد مراجعه زنان، گزارش از بخش زنان پزشکی قانونی. حقوق زنان. شماره ۴. شهریور ۱۳۷۷
92. میر معزی، مهشید. دلیلی برای شادی وجود ندارد، ۲۵ سال خانه امن زنان. فصل زنان. ۱. ۱۳۸۰
93. میرزا، مریم. خشونت با زنان بس است. زنان شماره ۱۲۷. آذر و دی ۱۳۸۴
94. ناز پرور، بشیر. همسر آزاری. پژوهش زنان شماره ۳. فروردین ۱۳۸۱
95. نابرابری سنتی دو جنس و پیامدهای اجتماعی آن. زنان. ۴. اردیبهشت ۱۳۷۱
96. نوابی نژاد، شکوه. آتش در خانه. فرزانه دوره سوم. شماره ۸. زمستان ۱۳۷۵
97. وحشت و تجاوز در اردوگاه‌های زنان بوسنیایی. ترجمه: مریم گودرزی. زنان. شماره۱۶. فروردین و اردیبهشت ۱۳۷۲
98. هلر، ژولیت. خشونت خانگی علیه زنان. ترجمه پروانه قاسمیان. فصل زنان. ۱. ۱۳۸۰
99. هنرمند، مریم. خشونت علیه زنان، چرا؟. زن جنوب. شماره ۱ شهریور ۱۳۸۰
100. هومین فر، الهام. فاجعه و تشدید تبعیض‌های جنسیتی. زنان شماره ۱۲۸. بهمن ۱۳۸۴
101. یثربی، چیستا. خواهران فراموش شده سیندرلا، خشونت در سینما. نقد سینما. شماره ۱۱. تابستان۱۳۷۶
102. دولت‌آبادی، محمود. کتاب جای خالی سلوچ.
103. پیرزاد، زویا. کتاب‌های عادت می‌کنیم. سه کتاب. چراغ‌ها را من خاموش می‌کنم.
104. دوبووار، سیمون. کتاب جنس دوم۱و۲. زنان. شماره ۱۳. زمستان ۱۳۹۷.